# María Ascensión Arnal Navarro
María Ascensión Arnal Navarro (Gavá, 1958) es alcaldesa de Olocau (Valencia, España) desde el 16 de junio de 2007.
Licenciada en Farmacia, fue concejal del Ayuntamiento de Olocau por el Partido Popular durante el período 1999-2007. Ostenta los cargos de secretaria ejecutiva de la Junta comarcal del Partido Popular del Camp de Túria, así como la vicepresidencia 3ª de la Mancomunitat del Camp de Túria (Mancomunidad del Campo de Turia).
- Datos: Q5663259